# Dicrurus montanus
Dicrurus montanus là một loài chim trong họ Dicruridae.